# Милан Кашанин
Милан Кашанин (Бели Манастир, 21. фебруар 1895 — Београд, 21. новембар 1981) био је српски историчар уметности, ликовни критичар, књижевник, историчар књижевности и културни радник.

## Биографија
Рођен је 21. фебруара 1895. године у Белом Манастиру, у тадашњој Аустроугарској. Потиче из сиромашне сељачке породице. Мајка Анка Кашанин и отац Никола Поповић нису били венчани, па су старији брат Радивој (1892—1989) и он уписани у матичне књиге рођених под мајчиним презименом Кашанин. Када је био мали, мајка му је преминула од туберкулозе, па је бригу о одрастању њега и његовог брата преузела њихова тетка Латинка, која се није удавала и није имала своје потомство.

### Детињство и школовање
По завршетку четворогодишње основне школе, учитељ, Сомборац Јован Славковић, одводи га у Нови Сад директору Српске православне велике гимназије новосадске, професору Васи Пушибрку, који га прима и обезбеђује стипендију. Да би платио железничку карту до Новог Сада, неко време је продавао овас. По завршетку Гимназије 1914. године, наставља школовање у Будимпешти, где студира романистику и славистику. Убрзо потом је мобилисан у Аустроугарску војску, у редове 28. осијечке домобранске регименте. Због антиратних ставова тражио је начине да избегне одлазак на фронт, нарочито не на страни против Србије, те је неко време провео по болницама, укључујући и Клинички болнички центар Сестре милосрднице у Загребу, и ту се упознаје са Ивом Андрићем, Владимиром Ћоровићем, Мирославом Крлежом и Ником Бартуловићем.
Током боравка у Загребу, студирао је на Филозофском факултету Загребачког универзитета, али се крајем рата враћа у Нови Сад и постаје помоћник шефа Прес бироа Народне управе за Банат, Бачку и Барању, а 1919. креће са радом у часопису Јединство, који је био званично гласило Југословенске демократске странке (ЈДС). Ту се, међутим, није дуго задржао, јер већ исте године одлази у Париз на студије. Историју уметности, естетику, руски језик и књижевност и компаративну књижевност студирао је на Сорбони, а с краја 1920. године добија и стипендију. У то време, радио је као дописник Јединства из Париза. Дипломирао је 1923. године код професора Малеа, Баша и Шнајдера и враћа се у Београд.

### Рад између два светска рата
По повратку у Краљевину СХС, запослио се у Министарству просвете. Тезом Бела црква Каранска докторирао је на Универзитету у Београду, 1928. године. Био је кустос Музеја савремене уметности, као и директор Музеја кнеза Павла у Београду. Значајан је и као један од организатора првих великих европских изложби у Београду: Италијански портрет кроз векове (1938) и Француско сликарство 19. века (1939). Био је покретач и уредник часописа Уметнички преглед, који је излазио између 1937. и 1941. године. Музејом кнеза Павла, како се тада звао данашњи Народни музеј у Београду, управљао је од 1935. до 1944. године.
Ради формирања уметничке збирке Музеја кнеза Павла, Кашанин је путовао по Европи и боравио, између осталог, и у Холандији, о чему сведоче његови путописи, објављени најпре у дневним новинама Политика, Српски књижевни гласник, а касније и у збирци Пронађене ствари (1962). Кашанин је такође заслужан и за организације изложби југословенске уметности у Амстердаму, као и холандске уметности у Београду, за шта је одликован Орденом Краљевине Холандије.
У научном раду бавио се истраживањем српске уметности од средњег века до новијих времена. Његова тумачења заснована су на учењима француске школе између два светска рата и заснивају се пре свега на префињеној анализи стила. Дао је значајан допринос познавању српске средњовековне књижевности. Према речима Димитрија Богдановића, његова књига о старој српској књижевности представља одступање од главног тока њеног проучавања, али са врло освежавајућим приступом. Кашанин није настојао да да преглед целокупног развоја српске средњовековне књижевности, већ је хтео да ревалоризује њено место у српској култури и да међу читалачком публиком промовише највреднија остварења српског средњовековног наслеђа. Објављивао је ликовне критике од 1924. у листовима Политика, Време и часопису Реч и слика. Увек ваљаним поводом, у ”Политици” је објављивао резултате својих историографских истраживања, али и историјски и феноменолошки утемељене анализе, но писане не с катедарске висине, већ из интимног ракурса, уз одлично познавање уметничког темперамента и свакодневних прилика у свету стваралаштва.
Његова ћерка је Марина Бојић (* 1937), а са супругом Катарином Љаљом Мартиновић (рус. Екатерина Петровна Мартинович; 1898—1985) имао је још три сина — Мирка (1921—1993), Радомира и Павла.

### Други светски рат и послератни период
Током Другог светског рата, Кашанин је обављао дужност директора београдског Народног музеја и успео је да сачува комплетну збирку Музеја. У време Београдске операције и ослобођења Београда, октобра 1944. године, Немци су му, при повлачењу, запалили кућу. Након тога, са породицом је најпре неколико дана провео у једном подруму у близини, а потом су примљени у дом породице Гутеша у Жаркову, периферном делу Београда и он је свакодневно пешачио до Музеја. На позицији директора Народног музеја наследио га је његов пријатељ, Вељко Петровић.
На Кашаниново познанство и кумство са кнезом Павлом Карађорђевићем нове власти нису благонаклоно гледале и он се неколико година налазио у њиховој немилости, те није могао ништа да објави од својих радова под својим именом. Бавио се преводима и писао за Политику, за рубрику Да ли знате? Ипак, Мирослав Крлежа му се обраћа са идејом да му се у Загребу придружи на раду у Лексикографском заводу, међутим Кашанин одлучује да остане у Београду. Њих двојица су, међутим, сарађивали на изложби уметности средњег века југословенских народа у Паризу, 1950. године.
Од 1951. године је ангажован на стварању Галерије фресака у Београду, а од 1953. је био директор. Организовао је изложбе фресака у Лондону, Единбургу, Амстердаму, Минхену, Бриселу, Стокхолму, Хелсинкију и у Јужној Америци. Место директора Галерије фресака препушта 1961. супрузи Коче Поповића, Савезног секретара за иностране послове ФНРЈ, Лепосави Перовић, и самој активној друштвено-политичкој радници. Остаје на месту њеног саветника до 1963. године, када одлази у пензију, али наставља са научним и културно-уметничким стваралаштвом, све до своје смрти.
У чланство Српске академије наука и уметности (САНУ) никад није примљен; Васко Попа, иначе његов близак пријатељ и поштовалац, се успротивио Кашаниновом пријему у редове САНУ, означивши га као сарадника окупатора.

### Каснији живот и смрт
Кашанин је пред крај живота планирао да сними ТВ документарну серију о успону и културним дометима српског средњовековља, по узору на Цивилизацију његовог колеге и пријатеља Кенета Кларка. Његов пројекат је био одбијен што је Кашанин објашњавао тиме „да смо увек више ценили туђе него своје”.
Преминуо је 21. новембра 1981. године у Београду. Сахрањен је на Новом гробљу у Београду, а опело је служио Патријарх српски Герман.
Дана 21. фебруара 2012. године, на 117. рођендан Кашанинов, откривена је спомен плоча на згради у Хиландарској улици у Београду, где је живео од 1946. године, док је 2018. године, на иницијативу библиотеке Милутин Бојић, Скупштина града Београда донела одлуку да део Палмотићеве улице понесе име по њему.
У Педагошком музеју је 2021. године приређена изложба Милан Кашанин — у сенци славе.

## Одликовања
- Орден Светог Саве V, III и I реда,
- Орден Југословенске круне IV реда (1936)[13]
- Орден Легије части IV реда (1936; фр. Ordre national de la Légion d'honneur)
- Орден препорода Пољске III реда
- Дански орден III реда
- Орден Оранско-Насавског дома III реда

## Одабрана дела
- Српска уметност у Војводини од доба деспота до уједињена, 1927.
- Бела црква Каранска, 1928.
- Добрун, 1928.
- Два века српског сликарства, 1942.
- Уметност и уметници, 1943.
- Савремени београдски уметници, 1952.
- Уметничке критике, 1968.
- Српска књижевност у средњем веку, 1975.
- Случајна открића, 1977.
- Камена открића, 1978.
- Погледи и мисли, 1978.